# Ferusa
Ferusa (del grec Φέρουσα), segons la mitologia grega, és una de les Nereides. Filla de Nereu i Doris. Nereu era un déu del mar i Doris era filla d'Oceà, per tant, Ferusa era la neta d'Oceà. Les seves germanes eren les Nereides. Generalment, són 50, a vegades, però, el nombre s'eleva fins a cent.
És una de les dotze nereides que mencionen els quatre autors que ens han deixat llistes sobre elles, Homer, Hesíode, Apol·lodor i Gai Juli Higí. Ferusa, juntament amb la seva germana Dinàmena, està associada a la creació de les grans onades de l'oceà, segons Apol·lodor.
Homer diu que va ser una de les trenta-dues nereides que van pujar des del fons de l'oceà per arribar a les platges de Troia i plorar, juntament amb Tetis la futura mort d'Aquil·les